# Jean-Gilbert Durval
Jean-Gilbert Durval (* im 16. oder im 17. Jahrhundert; † im 17. Jahrhundert) war ein französischer Dramatiker.

## Leben und Werk
Jean-Gilbert Durval stand im Dienste von Henri I. de Savoie-Nemours, dann von dessen Sohn Louis de Savoie-Nemours (1615–1641), ab 1632 Herzog von Nemours. Ersterem ist sein Theaterstück Les Travaux d’Ulysse (Die Arbeiten des Odysseus, gedruckt 1631) gewidmet, das mit Erfolg vor König Ludwig XIII. gespielt wurde, letzterem das Stück Penthée (gedruckt 1639). Henris Gemahlin Anna von Lothringen-Aumale (1600–1638), Tochter von Charles de Lorraine, duc d’Aumale (1556–1631), ist das Stück Agarite (gedruckt 1636) gewidmet.  Aus dem Mémoire de Mahelot geht hervor, dass die Travaux d’Ulysse und Agarite zum Repertoire des Théâtre de l’Hôtel de Bourgogne gehörten.  Im Vorwort zu Penthée argumentiert Durval gegen die Einheit von Zeit, Raum und Handlung. Die Forschung fand in Durvals Stücken einen für die Zeit bemerkenswerten Realismus.

## Werke (Auswahl)
- Les travaux d’Ulysse. Tragi-comédie, tirée d’Homère. P. Ménard, Paris 1631. (dem Duc de Nemours gewidmet)
- Agarite. Tragi-comédie. F. Targa, Paris 1636. (der Duchesse de Nemours gewidmet)
- Panthée. Tragédie. Cardin Besongne, Paris 1639. (gewidmet Louis de Savoie, Duc de Nemours)
- L’Ecclésiaste en vers liriques, accomodé à la politique et morale chrestienne. T. Quinet, Paris 1652.